# The Night Shift (2.ª temporada)
A segunda temporada da série dramática médica The Night Shift foi encomendada em 1 de julho de 2014 pela NBC, estreou em 23 de fevereiro de 2015 e foi finalizada em 18 de maio de 2015, contando com 14 episódios. Foi produzido pela Sachs/Judah Productions e pela Sony Pictures Television com os criadores da série Gabe Sachs e Jeff Judah atuando como produtores executivos. A temporada foi ao ar na temporada de transmissão de 2014-15, especificamente no meio da temporada de transmissão, às noites de segunda-feira às 22h00, horário do leste dos EUA.
A segunda temporada estrela Eoin Macken como Dr. TC Callahan, Jill Flint como Dra. Jordan Alexander, Ken Leung como Dr. Topher Zia, Brendan Fehr como Dr. Drew Alister, Robert Bailey Jr. como Dr. Paul Cummings, Jeananne Goossen como Dra. Krista Bell-Hart, J.R. Lemon como Enfermeiro Kenny Fournette e Freddy Rodríguez como Dr. Michael Ragosa.
O primeiro episódio da temporada estreou para 5.52 milhões de espectadores e uma classificação de 1.5/4 no grupo demográfico de 18 a 49 anos. O final da temporada caiu para 5.20 milhões de espectadores com uma classificação de 1.2/4 18-49. A temporada terminou com uma audiência média de 6.67 milhões de espectadores e ficou classificada em 86.º lugar na audiência total e classificada em 90.º no grupo demográfico de 18 a 49 anos.

## Elenco e personagens
| - Eoin Macken como Dr. TC Callahan - Jill Flint como Dra. Jordan Alexander - Ken Leung como Dr. Topher Zia - Brendan Fehr como Dr. Drew Alister - Robert Bailey Jr. como Dr. Paul Cummings - Jeananne Goossen como Dra. Krista Bell-Hart - J.R. Lemon como Enfermeiro Kenny Fournette - Freddy Rodríguez como Dr. Michael Ragosa | - Esodie Geiger como Enfermeira Molly Ramos - Alma Sisnero como Enfermeira Diaz - Catharine Pilafas como Enfermeira Bardocz - Luke MacFarlane como Rick Lincoln - Adam Rodríguez como Dr. Joey Chavez - Scott Wolf como Dr. Scott Clemmens - Merle Dandridge como Gwen Gaskin |

## Episódios
| N.º na série | N.º na temp. | Título                   | Dirigido por        | Escrito por                         | Exibição original       | Audiência (milhões) |
| --- | ------------ | ------------------------ | ------------------- | ----------------------------------- | ----------------------- | ------------------- |
| 9 | 1            | "Recovery"               | Eriq La Salle       | Gabe Sachs & Jeff Judah             | 23 de fevereiro de 2015 | 5.52                |
| Semanas após o colapso de TC na sala de cirurgia, ele é colocado em suspensão, mas retorna para o hospital depois que ele e um velho colega do Exército encontram um alpinista jovem ferido. O turno da noite recebe um novo cirurgião de trauma, Dr. Joey Chavez. Topher retorna ao trabalho após a lesão fatal. Ragosa também retorna ao trabalho após cirurgia de câncer no cérebro, mas ele acha que não pode mais tolerar seu trabalho como chefe do turno da noite. Jordan precisa de Scott para colocar um homem preso por um carro de elevador em uma máquina de ponte de safena, para levá-lo em segurança para o hospital, e ela pede que Ragosa autorize. Quando um diretor do hospital confronta Ragosa sobre os procedimentos caros, Ragosa se demite. Mais tarde, ele diz a Topher que quer se concentrar em voltar para a escola para ser um médico. Além disso, Krista e Kenny se tornam notícia, enquanto TC e Jordan tentam se reconectar. |              |                          |                     |                                     |                         |                     |
| 10 | 2            | "Back at the Ranch"      | Timothy Busfield    | Bridget Bedard & Dailyn Rodriguez   | 2 de março de 2015      | 6.13                |
| TC volta ao hospital seguindo a sua breve suspensão, e depois lida com uma mulher que tinha sido acidentalmente atingida pelo marido e foi declarada morta ao chegar. Ragosa começa o seu novo trabalho como assistente de médico, enquanto Topher e Jordan lutam pelo antigo trabalho dele. Kenny ajuda uma estrela de futebol do secundário a lidar com o fato que as suas feridas possivelmente não o deixarão jogar mais. Drew tem complicações na sua relação que envolvem tentar que um médico assine para que Rick arranje a sua prótese. Entretanto, Krista e Joey parecem conectar-se, para desgosto de Kenny. |              |                          |                     |                                     |                         |                     |
| 11 | 3            | "Eyes Look at Your Last" | Eriq La Salle       | Zachary Lutsky                      | 9 de março de 2015      | 5.45                |
| A equipe do plantão noturno atende às vítimas de um engavetamento de vários carros. Uma vítima, uma jovem grávida, fica transtornada quando entra em trabalho de parto, dizendo que prometeu ao pai, agora falecido, que se casaria antes do nascimento do bebê. Isso faz com que a equipe tente localizar seu noivo, que está servindo no Afeganistão. Outra vítima, uma garota de 16 anos que acabou de voltar do casamento com seu namorado em Arkansas, é visitada por seu pai perturbado. O pai é um veterano de guerra que voltou de uma viagem apenas para descobrir que era pai solteiro após a partida de sua esposa. TC tenta ajudar o homem a lidar com seus problemas quando a filha entra em coma. Enquanto isso, TC começa a se dar bem com Scott enquanto eles cuidam da garota, e Jordan parece consertar as barreiras com Scott. Jordan depois vê Scott beijando uma companheira. Paul tenta aceitar que ainda é um médico do pronto-socorro, enquanto seu pai tem planos maiores para ele. Mais tarde, a jovem grávida sobrevive e se casa com seu noivo via Skype. Em outros lugares, Ragosa continua lutando com a mudança de emprego. Depois que Drew o repreende por perder repetidamente informações importantes do paciente por não ler os prontuários, ele decide pregar uma peça em Ragosa que vai lhe ensinar uma lição, mas aprende algo que ele nunca soube.            |              |                          |                     |                                     |                         |                     |
| 12 | 4            | "Shock to the Heart"     | David Boyd          | Tawnya Bhattacharya & Ali Laventhol | 16 de março de 2015     | 5.36                |
| A equipe terá uma noite agitada pela frente quando uma estudante universitária chega ao pronto-socorro e desmaia no chão. Paul encontra um absorvente interno que a menina esqueceu que estava dentro dela e suspeita da Síndrome de Choque Tóxico. Os testes também mostram sêmen no absorvente interno, levando a menina a acreditar que foi drogada e estuprada em uma recente festa de fraternidade a que compareceu. Ao lidar com isso, eles têm um paraquedista que pousa em um ônibus, e enquanto o trata, Topher informa que o paraquedista assinou uma ONR, o qual a namorada não tem conhecimento, levando-os a acreditar que o salto que o paraquedista deu foi intencional. TC e Jordan cuidam de uma mãe mexicana e seus filhos, cujo marido/pai veio ao pronto-socorro com uma doença misteriosa. Logo, a mãe e os filhos também contraem doenças que apresentam diversos sintomas, como vômitos e desmaios no chão. Ragosa atua como intérprete para a família de língua espanhola e, posteriormente, encontra evidências na camionete do pai de que sua família trabalha em uma fazenda que usa agrotóxicos ilegais. Mais tarde, o namorado de Drew chega ao hospital para tratar do tornozelo que torceu ao tentar trocar uma lâmpada e reclama de dores na perna protética. Sentindo-se deprimido, ele diz a Drew que não se sente mais a mesma pessoa e sugere que eles terminem. |              |                          |                     |                                     |                         |                     |
| 13 | 5            | "Ghosts"                 | David Boyd          | Tom Garrigus                        | 23 de março de 2015     | 5.44                |
| O pronto-socorro é bloqueado quando um paciente chega depois de ser exposto à radiação de césio-137 em seu trabalho de soldagem, o que também coloca Paul em perigo ao fazer o primeiro contato com o paciente. Jordan está sendo perseguida por um ex-paciente, um homem que ela salvou depois que ele tentou se suicidar. A cunhada de TC, que nunca se deu bem com Jordan, vem à cidade. Chavez faz uma cirurgia cardíaca de emergência para salvar a vida de um paciente, com a ajuda de Krista. Quando termina o turno, Chavez diz que está de folga e não é o chefe dela no momento, e os dois se beijam. Kenny testemunha o beijo e fica desanimado. |              |                          |                     |                                     |                         |                     |
| 14 | 6            | "Fog of War"             | Jason Priestley     | Matthew V. Lewis                    | 24 de março de 2015     | 4.04                |
| Uma névoa extrema passa por San Antonio. Retornando de uma sessão de treinamento, Jordan, TC e Paul descobrem que um caminhão caiu em um aterro. Eles descobrem que o caminhão estava transferindo vítimas de tráfico de pessoas, algumas das quais ficaram feridas no acidente. Eles são forçados a pensar em improvisos quando o nevoeiro atrasa o resgate de helicóptero. Enquanto isso, de volta ao hospital, Krista e Chavez trabalham para salvar uma menina de 12 anos que foi pega por uma enchente, enquanto Drew e Topher cuidam do irmão mais velho da menina, que mergulhou na água atrás dela. Enquanto tratava o menino por hipotermia, Topher é atormentado por memórias de um afegão sofrendo de afogamento, que ele não conseguiu salvar. |              |                          |                     |                                     |                         |                     |
| 15 | 7            | "Need to Know"           | Jay Chandrasekhar   | Gabe Fonseca                        | 30 de março de 2015     | 5.04                |
| TC encontra sua cunhada inconsciente após uma queda na escada. Enquanto isso, Jordan descobre que ela está grávida, mas acha difícil dizer a TC porque eles estão batendo de frente com a dependência de drogas de sua cunhada. Além disso, a equipe é chamada a um acampamento onde uma criança caiu em um poço e sua mãe, que desceu atrás dela, pode não estar tão bem quanto parece à primeira vista. Enquanto isso, Topher consola Drew, que está caindo em uma depressão profunda e usando seus próprios métodos para tentar se distrair, que não são saudáveis, e leva um soco do namorado de um dos caras com quem ele dormiu, e quase custa a vida de um paciente que ele diagnosticou mal. A filha de Ragosa visita o hospital e Kenny rejeita Krista depois de vê-la beijando Chavez. |              |                          |                     |                                     |                         |                     |
| 16 | 8            | "Best Laid Plans"        | Tara Nicole Weyr    | Dennis Saavedra Saldua              | 6 de abril de 2015      | 5.53                |
| O hospital é colocado em alerta máximo após a explosão de um prédio que envia inúmeras vítimas ao San Antiono Memorial. No local da explosão, Drew e TC encontram um homem que ajudou várias vítimas, embora ele não seja um paramédico licenciado. Eles descobrem que o cara era um médico do Exército, como TC e Drew, mas não foi capaz de obter ajuda do VA para seguir carreira em casa. O famoso cirurgião pai de Paul visita o hospital e começa a assumir o controle, irritando Scott e vários outros trabalhadores. TC e Jordan ficam mais próximos enquanto fazem planos para a chegada de seu novo bebê. No final do episódio, Paul agradece a seu pai por se oferecer para colocá-lo em um programa cirúrgico no Johns Hopkins, mas diz que quer ficar na cidade e seguir carreira em pediatria. |              |                          |                     |                                     |                         |                     |
| 17 | 9            | "Parenthood"             | David Boyd          | Dailyn Rodriguez                    | 13 de abril de 2015     | 5.52                |
| A mudança começa quando Drew e Krista participam de uma gala de veteranos para a promoção do amigo de Drew no Exército, Javier. Durante a gala, um participante da festa atirou no coronel de Javier, com uma bala perdida atingindo a esposa de Javier. Ambos são levados às pressas para o San Antonio Memorial. Mais tarde, é revelado que a esposa de Javier tem uma hemorragia cerebral causada por uma condição que existia antes do tiroteio, e ela precisa de uma cirurgia de emergência. TC, Jordan e Topher tratam uma jovem paciente com um distúrbio psicológico desconhecido que resultou na agressão ao pai e à prisão de um policial, além de ferir a si mesma. O policial que o prendeu quer colocar a menina na prisão ou em uma instituição depois que ela se recuperar. Topher e TC acreditam que algo físico pode estar causando a psicose da menina, mas têm problemas para diagnosticar. Em outro lugar, Paul quer desesperadamente ajudar um paciente de nove anos com fibrose cística quando ele tem dificuldade para respirar, mas o medicamento é muito caro e não é coberto pelo Medicaid do menino. Paul pega o crachá de Kenny para pegar a medicação de uma sala trancada, o que coloca em risco a recente promoção de Kenny. Em outro lugar, Ragosa é relutantemente forçado a suspender a festa quinceañera de sua filha devido a problemas financeiros.             |              |                          |                     |                                     |                         |                     |
| 18 | 10           | "Aftermath"              | Allison Liddi-Brown | Tawnya Bhattacharya & Ali Laventhol | 20 de abril de 2015     | 5.37                |
| Após suas ações heroicas na gala dos veteranos, a vida privada de Drew é colocada em destaque, levando a uma reação pública e um encontro negativo com um paciente durante seu turno. Tendo visto a história no noticiário, Rick retorna para apoiar Drew. Ele então diz a Drew que espera que eles possam voltar a ficar juntos, mas apenas sob a condição de que eles não escondam mais seu relacionamento em público. TC e Paul tratam uma mulher que tem vários ataques, enquanto Ragosa e Topher tratam um homem com enxaquecas severas. Em outro lugar, Jordan e Krista estão a caminho de uma conferência quando testemunham um acidente de motocicleta a quilômetros de distância do hospital e fora do alcance do telefone celular. Elas tratam a vítima o melhor que podem no carro antes de parar em um hospital veterinário. Isso faz com que Jordan tenha sentimentos confusos sobre o amor de TC por sua motocicleta. |              |                          |                     |                                     |                         |                     |
| 19 | 11           | "Hold On"                | Timothy Busfield    | Matthew V. Lewis                    | 27 de abril de 2015     | 4.94                |
| Um dos médicos do hospital, Scott, está envolvido em um grave acidente de múltiplos carros. Scott então volta à ação no hospital e se prepara para realizar uma cirurgia para salvar uma de suas vítimas, mas o pai do jovem está zangado com ele e o impede de fazer isso. O pai finalmente cede e deixa Scott operar, mas Scott tem que passar por um exame toxicológico primeiro. TC e Jordan tratam de um paciente com problemas mentais misteriosos, enquanto tentam obter informações úteis de sua esposa. Paul e Krista tratam uma adolescente que tomou uma quantidade perigosa de hormônios de crescimento para ter um melhor desempenho no vôlei. Mais tarde, a cirurgia de Scott salva a vida de seu paciente, mas ele descobre que a vítima está paralisada. Kenny e Gwen trabalham no campo e se aproximam. |              |                          |                     |                                     |                         |                     |
| 20 | 12           | "Moving On"              | Eriq La Salle       | Jon W. Fong                         | 4 de maio de 2015       | 5.53                |
| A noite começa quando uma mãe leva seu filho às pressas para o pronto-socorro porque ele está com febre. Enquanto Paul cuida do menino, a mãe desmaia e Jordan logo descobre que a mãe está estressada por causa do marido. Gwen logo vê sinais de que o marido está abusando da mãe, mas a equipe demora a acreditar nela. Gwen então conta a Kenny e aos outros sobre sua própria experiência de estar em um relacionamento abusivo. TC trata de um ex-presidiário que quebrou o tornozelo enquanto trabalhava em um canteiro de obras, apenas para descobrir mais tarde que o paciente tinha ELA (esclerose lateral amiotrófica). Topher faz contato com Ali, um afegão que já salvou sua vida. A saúde de Ali está piorando e Topher determina que ele deve voltar ao Afeganistão para tratá-lo. TC insiste que ele vá com Topher para ajudar, para grande consternação de Jordan. Em outro lugar, Ragosa, Drew e Krista fazem uma aposta em quem vai conseguir o caso de paciente mais estranho naquela noite. |              |                          |                     |                                     |                         |                     |
| 21 | 13           | "Sunrise, Sunset"        | Kevin Hooks         | Zachary Lutsky & Tom Garrigus       | 11 de maio de 2015      | 4.92                |
| O plantão começa com Jordan anunciando que Ragosa passou nos exames e agora é médico. Rick faz um curso para se tornar instrutor em um programa de treinamento de treinadores para Rangers do Exército. Rick compartilha a notícia com Drew enquanto faz o ajuste de uma nova prótese. Drew está animado com o namorado, mas acaba recebendo a má notícia de que o programa está na Carolina do Sul. A equipe viaja até o local de um acidente de carro que se torna mortal quando há uma explosão, mandando Paul para o hospital, com a mão queimada. Enquanto isso, Ragosa e Paul descobrem que seu paciente morto foi na realidade baleado, levando à revelação de que um atirador está à solta, e a parceira de Gwen, Sarah, leva um tiro após ser atraída pelo atirador. TC e Topher viajam para o território inimigo quando Ali fica doente demais para viajar, mas fica encurralado por inimigos. No final, a mão de Paul infecciona, Topher e TC voltam à base com Ali e, enquanto fala com Scott, Jordan sofre um derrame e entra em coma. |              |                          |                     |                                     |                         |                     |
| 22 | 14           | "Darkest Before Dawn"    | Eriq La Salle       | Milla Bell-Hart & Gabe Fonseca      | 18 de maio de 2015      | 5.20                |
| Enquanto o atirador continua a aterrorizar San Antonio, Jordan está em coma desde o derrame. TC e Topher voltam para os Estados Unidos, com Ali piorando, enquanto Paul contempla uma cirurgia arriscada para salvar sua mão. Enquanto isso, Ragosa e Paul tratam uma sem-teto com um pulso quebrado, enquanto Scott revela a TC que o derrame de Jordan foi devido a complicações na gravidez. O atirador é levado ao hospital, mas morre durante a cirurgia. Chavez retorna ao hospital e tenta se reconectar com Krista. Notícias revelam que há um segundo atirador, que eventualmente se revela ser o paciente de Ragosa. Krista desiste de uma relação com Chavez devido ao seu contrato com os Médicos Sem Fronteiras de 3 anos. No final, Paul decide fazer a cirurgia na mão, Rick revela a Drew que tem um trabalho diferente treinando equipes da SWAT em San Antonio, os dois se casam e Ali faz o transplante de coração. Jordan finalmente acorda de seu coma, apenas para descobrir que ela abortou. TC propõe casamento a Jordan. |              |                          |                     |                                     |                         |                     |

## Produção

### Desenvolvimento
The Night Shift foi renovado para uma segunda temporada em 1º de julho de 2014, e quando Gabe Sachs recebeu a ligação, ele o descreveu como "o melhor momento de todos, incrível". Em 12 de dezembro de 2014, foi divulgado que o programa retornaria no dia 23 de fevereiro de 2015 no horário após o The Voice. Em um painel de imprensa da TCA, os criadores da série Jeff Judah e Gabe Sachs disseram que o novo intervalo de tempo com uma introdução tão poderosa era "um grande negócio para nós".
Os produtores declararam que não tomariam o surto de ebola como assunto na segunda temporada porque não "sabiam para onde isso iria"; em vez disso, eles declararam que iriam se concentrar em histórias estranhas e malucas nas manchetes. As filmagens para a segunda temporada começaram em 10 de novembro de 2014 em Albuquerque, Novo México. "Fog of War" não foi escrito como o sexto episódio da temporada. Foi transmitido fora de ordem e, como resultado, existem inconsistências na linha do tempo. Foi escrito para ir ao ar no início da temporada.

### Casting
O papel de Landry de la Cruz (interpretada por Daniella Alonso), a único psiquiatra do turno da noite, foi cancelada para a segunda temporada em meio a "mudanças na direção criativa" do show. No TCA Press Panel, o produtor executivo Jeff Judah afirmou que "estamos abrindo e recebendo mais cirurgias e mais do mundo paramédico." O criador da série e produtor executivo Gabe Sachs acrescentou que "criativamente, decidimos nos concentrar mais nas coisas do pronto-socorro". Em 30 de outubro de 2014, foi revelado que Adam Rodriguez se juntaria ao elenco como um personagem recorrente, Dr. Joey Chavez, um cirurgião de trauma recém-contratado. Ele é um veterano da Força Aérea que lutou no Iraque e traz uma perspectiva da Medicina Oriental para seus casos. Em 7 de novembro de 2014, Merle Dandridge foi escalada para um papel recorrente de Gwen Gaskin, "uma paramédica que trabalha no San Antonio Memorial Hospital e melhor amiga da Dra. Jordan Alexander, interpretada por Jill Flint."

## Recepção

### Audiência
| №  | Título                   | Exibição original       | Rating/share (18–49) | Audiência (em milhões) | DVR (18–49) | Audiência em DVR (milhões) | Total (18–49) | Audiência total (em milhões) | Ref(s) |
| -- | ------------------------ | ----------------------- | -------------------- | ---------------------- | ----------- | -------------------------- | ------------- | ---------------------------- | ------ |
| 1  | "Recovery"               | 23 de fevereiro de 2015 | 1.5/4                | 5.52                   | N/A         | N/A                        | N/A           | N/A                          | N/A    |
| 2  | "Back at the Ranch"      | 2 de março de 2015      | 1.4/4                | 6.13                   | N/A         | N/A                        | N/A           | N/A                          | N/A    |
| 3  | "Eyes Look at Your Last" | 9 de março de 2015      | 1.3/4                | 5.45                   | N/A         | N/A                        | N/A           | N/A                          | N/A    |
| 4  | "Shock to the Heart"     | 16 de março de 2015     | 1.3/4                | 5.36                   | N/A         | 1.72                       | N/A           | 7.08                         | [ 24 ] |
| 5  | "Ghosts"                 | 23 de março de 2015     | 1.5/5                | 5.44                   | N/A         | N/A                        | N/A           | N/A                          | N/A    |
| 6  | "Fog of War"             | 24 de março de 2015     | 1.0/3                | 4.04                   | N/A         | N/A                        | N/A           | N/A                          | N/A    |
| 7  | "Need to Know"           | 30 de março de 2015     | 1.2/4                | 5.04                   | N/A         | N/A                        | N/A           | N/A                          | N/A    |
| 8  | "Best Laid Plans"        | 6 de abril de 2015      | 1.4/4                | 5.53                   | N/A         | N/A                        | N/A           | N/A                          | N/A    |
| 9  | "Parenthood"             | 13 de abril de 2015     | 1.3/4                | 5.52                   | N/A         | N/A                        | N/A           | N/A                          | N/A    |
| 10 | "Aftermath"              | 20 de abril de 2015     | 1.3/4                | 5.37                   | N/A         | N/A                        | N/A           | N/A                          | N/A    |
| 11 | "Hold On"                | 27 de abril de 2015     | 1.2/4                | 4.94                   | N/A         | N/A                        | N/A           | N/A                          | N/A    |
| 12 | "Moving On"              | 4 de maio de 2015       | 1.3/4                | 5.53                   | N/A         | N/A                        | N/A           | N/A                          | N/A    |
| 13 | "Sunrise, Sunset"        | 11 de maio de 2015      | 1.2/4                | 4.92                   | N/A         | N/A                        | N/A           | N/A                          | N/A    |
| 14 | "Darkest Before Dawn"    | 18 de maio de 2015      | 1.2/4                | 5.20                   | 0.4         | 1.64                       | 1.6           | 6.85                         | [ 25 ] |